# Laufeia perakensis
Laufeia perakensis är en spindelart som först beskrevs av Simon 1901.  Laufeia perakensis ingår i släktet Laufeia och familjen hoppspindlar. Inga underarter finns listade i Catalogue of Life.